# إيفون كارتير
إيفون كارتير (بالإنجليزية: Yvonne Cartier)‏ هي مصممة رقص وفنانة صامتة وراقصة باليه نيوزيلندية، ولدت في 27 فبراير 1928 في أوكلاند في نيوزيلندا، وتوفيت في 11 مايو 2014 في باريس في فرنسا.

## روابط خارجية
- إيفون كارتير على موقع IMDb (الإنجليزية)